# 黃驤雲
黃驤雲（1801年—1841年），字雨生，廣東嘉應州籍，臺灣淡水廳中港頭份莊人，清朝政治人物。

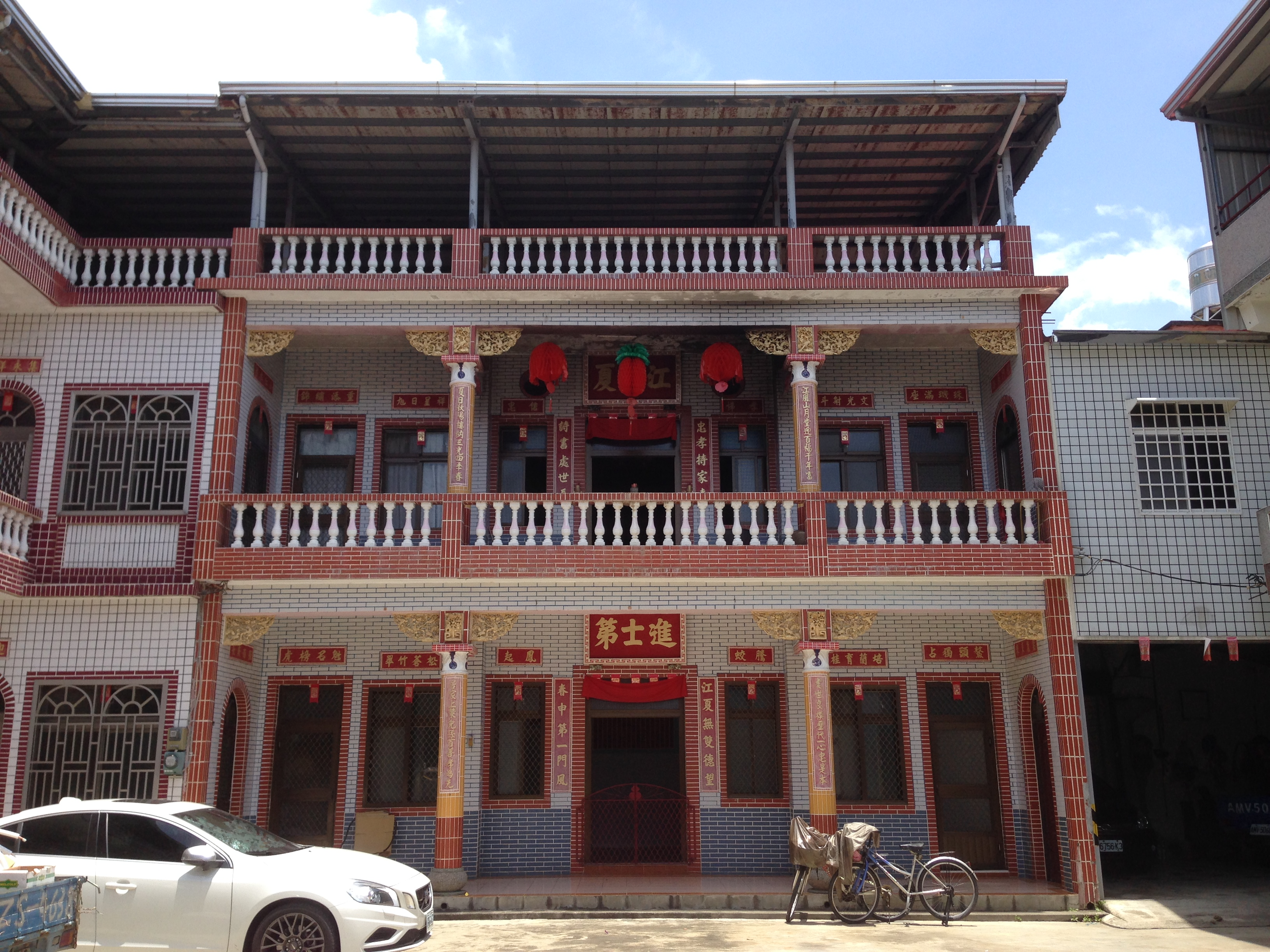
美濃黃驤雲進士第

## 生平
黃驤雲祖上為廣東客家人，後由嘉應州遷臺。其父為黃清泰，任嘉義長福營參將次子。黃驤雲自幼聰穎，入縣學，後轉福州鰲峰書院就讀。嘉慶二十四年（1819年）中福建鄉試舉人。道光九年（1829年），登進士，授工部主事。
不久，黃驤雲因母病告假回籍。張丙事件爆發後，黃驤雲受臺灣道平慶之委，勸說六堆客家人約束子弟，不得滋事，招致鄉民不滿，作詩諷刺︰「上庄金團真無情，帶起官兵捉粵人。殺了幾多青頭子，害了幾多好漢人。」黃驤雲後移居頭份莊。

## 家族
黃驤雲有五子，其中黃延祐、黃延祚皆中舉人，其女適新竹名士林占梅。其妹適張瑤，甥張維垣為同治進士，任浙江知縣，辭官返臺後，受黃廷祚之邀，北遷定居頭份莊。